# Mojolegi (Gading)
Mojolegi is een bestuurslaag in het regentschap Probolinggo van de provincie Oost-Java, Indonesië. Mojolegi telt 2620 inwoners (volkstelling 2010).